# Auferstehungskirche (Mannheim)

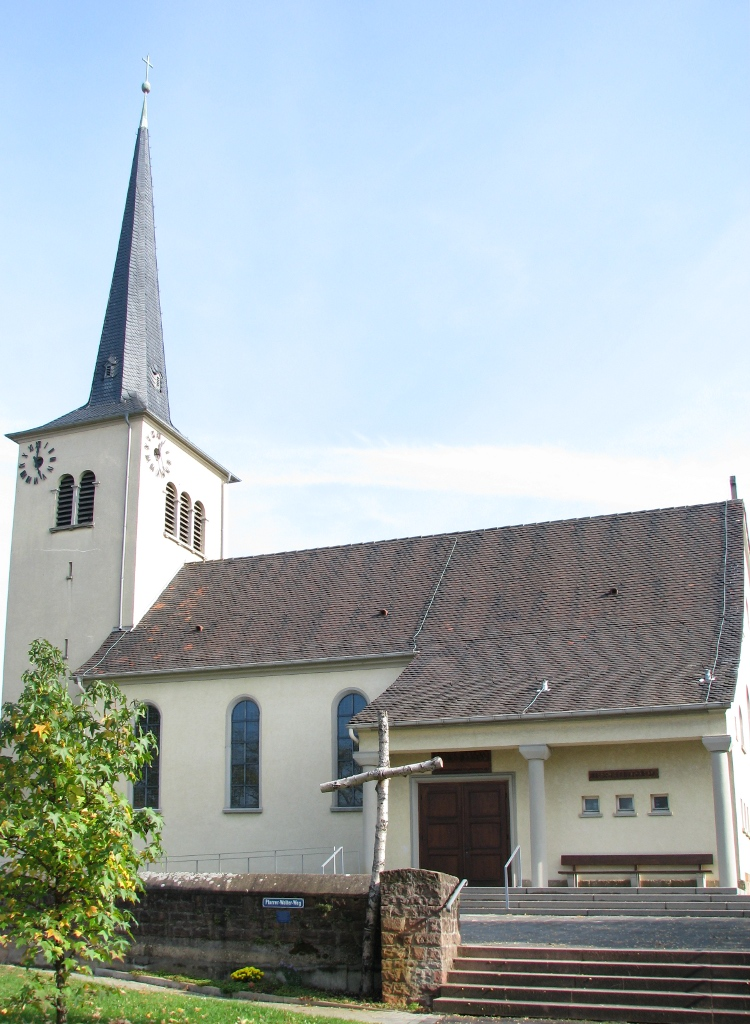
Auferstehungskirche

Die Auferstehungskirche ist eine evangelische Kirche im Mannheimer Stadtteil Käfertal. Sie wurde 1936 nach den Plänen von Christian Schrade gebaut.

## Geschichte
Ab 1931 entstanden zwischen Käfertal, Waldhof und Gartenstadt die Speckwegsiedlung und nördlich daran anschließend die Kuhbuckelsiedlung. 1935 gab es hier bereits zwischen 3.000 und 4.000 evangelische Einwohner. Im Januar 1936 wurde der Bau einer Kirche beschlossen und ein Architektenwettbewerb ausgeschrieben. Sieger war Christian Schrade, der bereits vor dem Ersten Weltkrieg für die Christuskirche verantwortlich gewesen war. Im Juni erfolgte die Grundsteinlegung und bereits am 13. Dezember 1936 konnte die Auferstehungskirche eingeweiht werden. Parallel dazu wurde eine Pfarrei eingerichtet, die aus Teilen der Kirchspiele Waldhof (Pauluskirche) und Käfertal (Unionskirche) gebildet wurde.

## Beschreibung

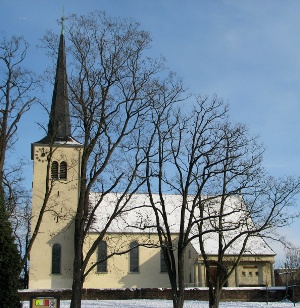
Ansicht von Westen

Die Auferstehungskirche wurde auf dem Kuhbuckel errichtet, einer der höchsten Erhebungen auf Mannheimer Gemarkung. Passend zum Standort in einer aufgelockerten Siedlung entwarf der Architekt einen einfachen, schmucklosen Bau, der an traditionelle Dorfkirchen aus dem Mittelalter erinnert. Kurz darauf verwirklichte Christian Schrade eine sehr ähnliche Kirche in Steinsfurt. Das hell verputzte Gebäude besitzt Rundbogenfenster und ist mit einem Satteldach bedeckt. An der Westseite ist das Dach über den Portalvorbau verlängert und wird von drei Säulen getragen. Der Kirchturm ist an den Chor angefügt und weist mit seinem spitz zulaufenden Dach eine Höhe von 33 Metern auf.
Das Geläut besteht aus vier Glocken, die 1956 eingeweiht wurden. Der einschiffige Innenraum besitzt eine Holzbalkendecke. Die Kanzel schmückte Karl Josef Fortwängler mit vier geschnitzten Reliefs: Martin Luther, eine Mutter mit Kind, ein Schuljunge und ein Industriearbeiter. Die Orgel stammte von Walcker in Ludwigsburg und wurde 1972 durch einen Neubau von Orgelbau Rieger ersetzt.